# 전보발령
전보발령(轉補發令)이란 같은 직렬 내에서 동일한 직급으로의 보직변경으로서, 외부적 효력을 갖지 않기 때문에 행정행위의 성격이 부인되고 내부행위로서 직무명령의 성격을 갖는다.

## 처분성
한국의 하급심 판례에서 원고의 권리구제의 필요성에 따라 전보명령의 처분성을 인정하여 항고소송의 대상으로 본 사례가 있고, 헌법재판소는 전보발령의 처분성을 인정하여 보충성 요건 결어를 이유로 헌법소원을 각하한 바 있다.

## 판례
전보발령은 피고가 그 행정조직법상의 공법상 권한에 기하여 원고에 대하여 지방공무원법상의 직무집행의 내용을 변경시킴으로써 그 법률상 지위에 변동을 가져오는 행위로 행정소송의 대상이 되는 행정처분으로 보아야 할 것이다.